# Antón Ponkrashov
Antón Aleksándrovich Ponkrashov, en ruso: Александрович Понкрашов, (nacido el 23 de abril de 1986 en San Petersburgo, Rusia) es un jugador de baloncesto ruso. Con 2.00 de estatura, su puesto natural en la cancha es el de escolta en las filas del BC Nizhni Nóvgorod de la VTB League.

## Trayectoria
- Pulkovo S. Pietroburgo (2001-2002)
- Conti S. Pietroburgo (2002-2004)
- Spartak San Petersburgo (2004-2006)
- CSKA Moscú (2006)
- BK Jimki (2006-2009)
- CSKA Moscú (2009-2010)
- Spartak San Petersburgo (2010-2011)
- CSKA Moscú (2011-2013)
- Krasnye Krylya Samara (2013-2014)
- Lokomotiv Kuban (2013-2014)
- BC Krasny Oktyabr (2014)
- UNICS Kazán (2014-2019)
- Zenit de San Petersburgo (2019-2020)
- BK Jimki (2021)
- Nazm Avaran Sirjan (2021-2022)
- BC Nizhni Nóvgorod (2022-presente)

## Palmarés
- Liga de Rusia: 3

CSKA Moscú:  2009-10, 2011-12, 2012-13
- Copa de Rusia: 3

BK Jimki: 2008
CSKA Moscú: 2010
BC Spartak de San Petersburgo: 2011
- VTB United League: 3

CSKA Moscú:  2010, 2012, 2013